# Amblyglyphidodon indicus
Amblyglyphidodon indicus là một loài cá biển thuộc chi Amblyglyphidodon trong họ Cá thia. Loài này được mô tả lần đầu tiên vào năm 2002.

## Từ nguyên
Tính từ định danh của loài trong tiếng Latinh có nghĩa là "thuộc Ấn Độ", hàm ý đề cập đến phạm vi phân bố của chúng ở Ấn Độ Dương.

## Phân loại học
Quần thể của Amblyglyphidodon leucogaster trước đây được cho là trải dài từ Biển Đỏ đến quần đảo Samoa với nhiều biến thể kiểu màu tùy theo khu vực địa lý. Tuy nhiên, các nghiên cứu chỉ ra rằng, quần thể này là một phức hợp bao gồm 4 loài:
- A. leucogaster thực sự chỉ giới hạn ở rìa đông của Ấn Độ Dương và một phần Tây Thái Bình Dương.
- A. indicus tại Biển Đỏ và hầu hết Ấn Độ Dương.
- Amblyglyphidodon melanopterus tại Tonga.
- Amblyglyphidodon orbicularis tại Samoa, Fiji và Nouvelle-Calédonie.

## Phạm vi phân bố và môi trường sống
Từ Biển Đỏ, phạm vi của A. indicus trải dài dọc theo bờ biển Đông Phi, bao gồm Madagascar và phần lớn các đảo quốc, quần đảo trên Ấn Độ Dương, trải dài về phía đông đến biển Andaman.
A. indicus sống gần những rạn san hô nhánh Acropora ở vùng biển ngoài khơi và trong các đầm phá ở độ sâu đến ít nhất là 15 m.

## Mô tả
A. indicus có chiều dài cơ thể tối đa được biết đến là gần 9 cm. Cơ thể của A. indicus ánh màu bạc; bụng và thân dưới có màu vàng rất nhạt (màu vàng trên bụng của A. leucogaster rất nổi bật). Nửa trên của đầu và lưng có màu xanh lục nhạt. Vây ngực trong mờ. Vây bụng màu vàng nhạt, gần như trắng. Vây hậu môn và vây lưng màu trắng xanh hoặc trong mờ. Rìa của vây hậu môn, vây lưng cùng rìa trên và dưới của vây đuôi có màu đen.
Số gai ở vây lưng: 13; Số tia vây ở vây lưng: 11–13; Số gai ở vây hậu môn: 2; Số tia vây ở vây hậu môn: 13–14; Số tia vây ở vây ngực: 17–18; Số vảy đường bên: 15–18; Số lược mang: 25–28.

## Sinh thái học
Thức ăn của A. indicus là các loài giáp xác nhỏ, trứng cá và tảo. Chúng sống đơn độc hoặc hợp thành từng nhóm nhỏ. Trứng của loài này được dính chặt vào nền tổ (trên các nhánh san hô chết), được cá đực bảo vệ và chăm sóc.
Loài này ít khi được đánh bắt trong ngành buôn bán cá cảnh.